# Campyloneurum falcoideum
Campyloneurum falcoideum là một loài thực vật có mạch trong họ Polypodiaceae. Loài này được (Kuhn ex Hieron.) M. Mey. ex Lellinger miêu tả khoa học đầu tiên năm 1977.